# 2차원 반도체
2차원 물질이란 수 나노미터의 원자가 한 겹으로 배열돼 있는 물질이다. 그래핀 이후 많은 2차원 물질이 발견됐다. 얇고 잘 휘면서 단단한 특성을 갖고 있어 반도체는 물론 태양전지, 디스플레이 등에 적용하기 위한 연구가 이어지고 있다. 그래핀은 뛰어난 전기적 특성을 가짐에도 불구하고 띠틈이 없기 때문에 전계효과트랜지스터(field effect transistor, FET)와 같은 소자에 응용되기가 쉽지 않았다. 그러나 소자 응용을 위한 노력의 일환으로 그래핀의 띠틈이 없는 문제를 해결하기 위해 외부 원자나 분자의 도핑, 탄소원자의 치환, 그래핀 모양의 기계적인 변형 등 많은 노력을 기울여왔고 어느 정도 성과를 거두었다. 한편으로 그래핀의 발견은 지난 1960~70년대 주목받았던 다양한 층상구조를 갖는 2차원 물질을 재조명하는 계기를 마련하였다. 이렇게 그래핀의 발견과 함께 주목을 받았거나 그 이후에 발견되거나 추출해낸 다양한 2차원 물질들은 수많은 응용 가능성을 보여주고 있다. 특히 2차원 얇은 막으로 이루어진 물질들을 반데르발스 상호작용(van der Waals interaction)을 이용하여 수직으로 쌓은 구조인 이종구조(heterostructure)는 특이한 특성을 보여주었다. 층상구조를 이루는 2차원 물질에는 다양한 종류가 있다. 그래핀 계열인 그래핀, 육방정계 질화붕소(hexagonal boron nitride, h-BN), BCN, 플루오르그래핀(fluorographene), 산화그래핀(graphene oxide) 등이 있고, 2차원 칼코젠 화합물로는 보통 전이금속 이칼코겐화합물(transition metal dichalcogenide, TMDC)로 불리는 MX2(M=전이금속, X=칼코겐원소) 물질, 그리고 전이금속 삼칼코겐화물(transition metal trichalcogenide, TMTC), metal phosphorous trichalcogenide(MPT), metal monochalcogenide (MMC) 등이 있다. 한편 2차원 산화물 계열과 인 계열의 흑린 (black phosphorus), 그리고 흑린의 2차원 원자층 한 겹을 가리키는 포스포린(phosphorene) 등이 있다.